# Andata e ritorno (film 1985)
Andata e ritorno è un film-documentario del 1985 diretto da Daniele Segre.
È ambientato nel comune di Pazzano in provincia di Reggio Calabria tra l'1 e il 4 novembre del 1985, dove oltre al personaggio principale Carlo Cuteri, hanno partecipato molte persone del paese tra cui il poeta Giuseppe Coniglio.
Parte dei dialoghi del film sono in dialetto pazzanese con sottotitoli in italiano.
Il documentario è stato trasmesso su Rai 2 il 30 giugno 1985.
Il 4,5 e 6 aprile 2008 è stato riproposto dal Museo Diffuso della Resistenza della Deportazione, della Guerra, dei Diritti e della Libertà a Torino.

## Trama
Carlo Cuteri, un ragazzo calabrese, torna a visitare il suo paese d'origine: Pazzano.
Da questo ritorno, si estrapolano i problemi degli emigrati e del paese, dove la tematica principale è il lavoro.

## Accoglienza

### Critica
(Daniele Segre 1985)
Il 4 settembre 1985 gli viene dedicato l'articolo E intanto a Pazzano un film ha causato un putiferio politico nel quotidiano Oggisud dal giornalista Claudio Stillitano dove si racconta di un animato dibattito nel paese di Pazzano dopo la visione del film.
Il regista viene accusato di non aver dato una visione realistica del paese (non è ripresa neanche un'automobile!), facendo sembrare il luogo più un paese africano che italiano (i dialoghi con sottotitoli), e di non aver messo in risalto il ricco passato di centro siderurgico.
D'altro canto Segre risponde a ciò affermando che il suo obiettivo era di ritrarre il malessere di tutto il meridione attraverso Pazzano e che gli dovrebbero essere grati per la risonanza nazionale che ha avuto il film essendo stato anche trasmetto dalla RAI.
Il film ha ricevuto anche una lettera di protesta dall'amministrazione comunale di Pazzano retta allora da Salvatore Fiorenza.